# Wies (Baden-Württemberg)
Wies is een dorp en voormalige gemeente in de Duitse deelstaat Baden-Württemberg en maakt deel uit van de gemeente Kleines Wiesental in het district Lörrach.
Wies telt 657 inwoners.
Het dorp ligt in het Natuurpark Zuidelijke Zwarte Woud (Naturpark Südschwarzwald) op een hoogte van 591 m boven zeeniveau. Door het dorp lopen diverse beken die zich samenvoegen tot de Kohlengartenwiese en uiteindelijk bij Tegernau samen met de Belchenwiese de Kleine Wiese vormt.

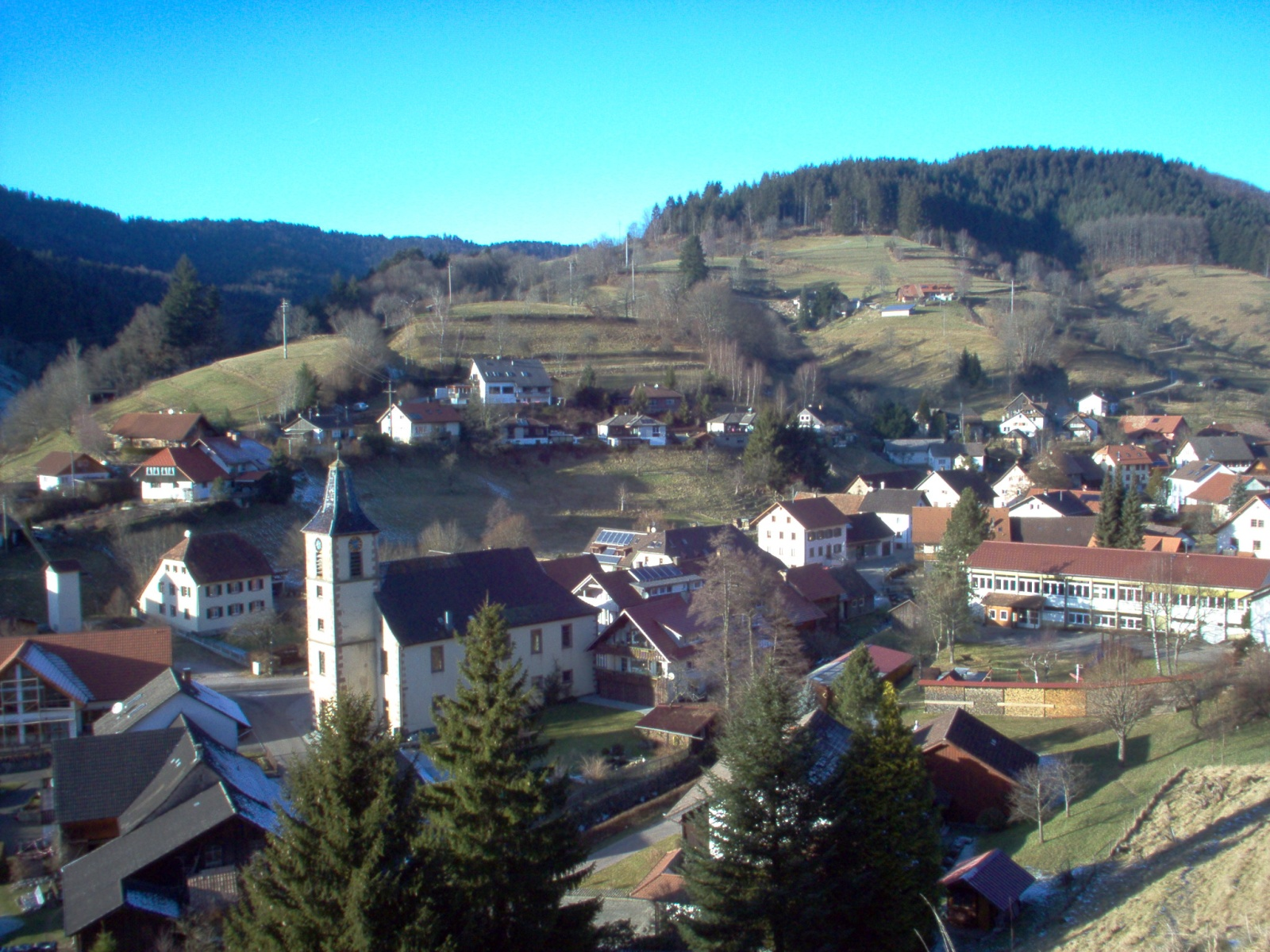
Wies

Bürchau · Elbenschwand · Neuenweg · Raich · Sallneck · Tegernau · Wies · Wieslet